# Zrcadlo králů
Zrcadlo králů, tibetsky Gjalrab salwä melong, je tradiční tibetská kronika ze 14. století, jejímž autorem je Sönam Gjalcchän (1312–1375).
Kronika začíná vyprávěním o stvoření světa podle buddhistických legend, na které navazuje tradiční legenda o původu Tibeťanů z opičáka a skalní rákšasí. Další části kroniky jsou věnovány dějinám Tibetu i okolních oblastí, dále různým postavám, zejména Buddhovi, Songcän Gampovi a Čänräzigovi.
Sönam Gjalcchän při psaní kroniky vycházel z ústního podání a starších tibetských pramenů. Kniha byla napsána v roce 1368.
Zrcadlo králů vyšlo v několika jazycích, v českém jazyce v překladu Josefa Kolmaše pod názvem Zrcadlo králů: Tibetská kronika 14. století.